# STS-61A
STS-61A e двaдесет и втората мисия на НАСА по програмата Спейс шатъл и девети последен успешен полет на совалката Чалънджър. Тази мисия поставя рекорд за най-голям екипаж (8 души) на борда на космически кораб за целия период от старта до кацането. Основният полезен товар на мисията представлявал немския лабораторен модул Спейслаб D-1 (от Deitschland-1).

## Екипаж

### Основен екипаж
| Пост                           | Астронавт                                    |
| ------------------------------ | -------------------------------------------- |
| Командир                       | Хенри Хартсфийлд трети космически полет      |
| Пилот                          | Стивън Нейгел втори космически полет         |
| Специалист на мисията 1        | Бони Дънбар първи космически полет           |
| Специалист на мисията 2        | Джеймс Бакли втори космически полет          |
| Специалист на мисията 3        | Гуйон Блъфорд втори космически полет         |
| Специалист по полезния товар 1 | Райнхард Фурер (DLR) първи космически полет  |
| Специалист по полезния товар 2 | Ернст Месершмид (DLR) първи космически полет |
| Специалист по полезния товар 3 | Убо Окелс (ЕSA) първи космически полет       |

- Броят на полетите е преди и включително тази мисия.

### Дублиращ екипаж
| Пост                           | Астронавт         |
| ------------------------------ | ----------------- |
| Специалист по полезния товар 3 | Улф Мерболд (ЕSA) |

## Полетът
Това е научна Spacelab – мисия, финансирана и управлявана от Германия. НАСА управлява полета на совалката и отговаря за общата сигурност и контролни функции през целия полет, а научните изследвания се ръководят от Германския аерокосмически център в Оберпфафенхофен, Бавария. По време на полета са извършени 76 научни експерименти на борда. Друга задача е извеждането в орбита на спътника GLOMR.

## Параметри на мисията
- Маса:
  - При излитане: 110 568 кг
  - При кацане: 97 144 кг
  - Маса на полезния товар: 14 451 кг
- Перигей: 319 км
- Апогей: 331 км
- Инклинация: 57,0°
- Орбитален период: 91.0 мин.

## Галерия
- Работата на екипажа в Спейслаб.
- Снимка на екипажа на борда на совалката.